# Романів Надія Степанівна
Надія Степанівна Романів (за іншими джерелами Софія Сушко) псевдо: «Віра», «Наталка», «Тирса» (* 1920  — † 14 квітня 1949 Осмолода, тепер Рожнятівський район, Івано-Франківська область)  — зв'язкова ОУН, співробітниця СБ ОУН (б), професійна підпільниця, учасниця ІІ-го Великого Збору ОУН (б) Дружина Василя Сидора «Шелеста»

## Життєпис

### В ОУН
У квітні 1942 року у складі похідної групи з бойовими подругами «Анькою» (Анна Прокопович (за чол. Гошовська, Лопатинська) та «Зіркою» (Стефанія Понич) за наказом провідника «Легенди» (Іван Климів) вирушає для підпільної роботи в Східно-Українські землі. Надія приїздить до Києва. Працює зв'язковою Дмитра Мирона «Орлика», займається розповсюдженням оунівських прокламацій. Активно займалася питанням дерусифікації українців. У спогадах писала:
| Політику космополітизму більшовики застосували очевидно для досягнення свої початкової мети – русифікації українців. Треба зізнатися, успіхи були вражаючими. Постійне застосування російської мови стало в такій мірі звичкою, що багато українців взагалі не знають своєї мови. Часто можна почути: «Хоч я і українець, але моя рідна мова російська». Руйнівний процес денаціоналізації проявляється, наприклад, в тому, що більшість українців бачать причину своєї біди не в обличчі ворожого і загарбницького російського народу, а в поганому суспільному строї, створеному партійною клікою. |
У серпні 1942 у складі слідчої групи під керівництвом Миколи Арсенича займається розслідуванням справи загибелі провідника «Орлика». Результатом розслідування стало викриття двох братів Скузів, агентів Гестапо і НКВД.

### Загибель
Загинула в бою з МГБ у штабній землянці разом з чоловіком Василем Сидором у Перегінському районі Івано-Франківської області, в долині річки Лімниці, на схилі гори Яйко, в урочищі Яла поблизу різарні. Можливі останки Надії, Василя Сидора і охоронців перенесено на цвинтар у смт Перегінське.

Хрест на місці загибелі Василя Сидора, його дружини Надії Романів та 4-х охоронців. Урочище Яла, поблизу села Осмолода

## Дивитись також
- † Мартиролог загиблих діячів ОУН та УПА †
- Жінки в ОУН та УПА